# Batis minulla
O Papa-moscas angolano, bátis-angolano ou bátis-de-angola (Batis minulla) é uma ave da família dos Platysteiridae.
É autoctone de Angola e pode ser encontrado na República do Congo, na República Democrática do Congo e no Gabão.
O seu habitat natural são as florestas tropicais ou subtropicais secas.